# 21衛門
《21衛門》是藤子·F·不二雄日本漫畫作品，並改編為電視動畫及動畫電影。漫畫最早連載於1968年至1969年的《週刊少年Sunday》，共有56話。並於1971年到1972年，集結為首版的單行本3卷，1977年到1978年再出版更完整的4卷單行本。

## 故事簡介
21世紀地球與外星球來往頻繁的年代中，一個東京的老舊旅館中遇上各種奇異宇宙客人的故事，以及喜好宇宙旅行的老闆兒子21衛門，在宇宙探險中所發生的趣事。

## 宇宙觀
在漫畫中，作者藉由兩個角度來描述他對於廣大宇宙中不同星球人及文化想像。一是藉由不同宇宙人造訪旅館，二是21衛門等人在宇宙旅行中造訪各星球。以下介紹在漫畫中所看到的不同外星人：
- 快快星、慢慢星人：由於星球轉速不同，其時間感受與地球人完全不同，例如慢慢星人一次睡覺要睡半年。
- 身體是金屬組成的外星人。
- 習俗上不用錢的外星人。
- 像狗的外星人，但其星球科技發達，故對地球古蹟甚感興趣。
- 植物型外星人，自己不能動，但可放射腦波操縱其他生物。
- 耳朵非常靈敏很怕吵的外星人。
- 按鈕星：全銀河系科技第二發達的星球，做什麼事只要按個鈕就行。
- 看鈕星：全銀河系科技最發達的星球，要做什麼事只要看按鈕就行了，但因為後來太陽黑子活動造成電腦故障，加上人們過於依賴電腦，反而退化為原始時代。

## 登場人物
21衛門（聲：佐佐木望）
漫畫主角，旅館老闆20衛門兒子，對於經營旅館興趣較不高，而嚮往宇宙旅行。
蒙加（港譯矇珠）（聲：大谷育江）
宇宙生物，能在各種嚴酷的環境下生存，可以吃各種東西，並且具有透視能力，以及三公里以內的瞬間移動能力，因為一個外星客人沒帶旅費，就把他送給旅館，剛開始他一週只能說一句話，但後來被權助所激，而變得能隨意說話了。
權助（港譯大眼）（聲：龍田直樹）
20衛門從垃圾堆撿來的舊機器人，因此個性古怪。因為他原本是挖番薯的機器人，因此對番薯有一股熱情。
在另一部姊妹動畫《多啦A夢》中則常以客串身份出現，出現時職業則視乎劇情需要。
歐那（聲：肝付兼太）
旅館中幫忙的機器人，個性較為穩重。
20衛門（聲：中庸助）
旅館老闆，21衛門爸爸，主要負責攬客工作，一心想要延續這家從江戶時代起一直傳承下來的旅館，對於兒子想從事宇宙探險十分擔心。
21衛門的媽媽（聲：松島實）
旅館老闆娘，主要負責烹飪工作，平時溫和但有時會生氣。
魯娜（港譯露娜）（聲：冬馬由美）
21衛門同學，電視動畫版中為女主角，也是隔壁豪華大飯店老板女兒。
里格爾（聲：真柴摩利）
ホテル・オリオン社長的兒子。家境富裕的少爺，21衛門勁敵。

### 主角相關人物
史肯雷（聲：玄田哲章）
非常有名的宇宙探險家，個性爽快且剛直不阿。由於一隻手臂被火箭引擎的噴發熱而當場飛走、一條腿在冥王星被凍傷而切除、肚子被火星怪獸（漫畫原作為大章魚）給吃掉等等在各式各樣的探險中失去身體各種部分的關係，因此外表就有如同改造人的樣貌。在被媒體給追逐然後在主角的飯店引起騷動時曾經化解過，也有經常會忘記周遭氣氛的事情。
萬德奈克公爵（聲：古谷徹）
動畫第6集登場。萬德拉星球的大使，不太會使用家鄉的最新型科技，興趣是喜歡很讓人回味的物品，曾表示過之前下榻過的前一間旅館因為設備很難用的關係於是就住在附近的主角的旅館內，充分地享受了如同昭和村風格的旅館那樣的回味。
吉羅·米開朗（聲：田中秀幸）
僅在動畫版登場。全宇宙最有名的時尚設計師，之後也為21衛門設計專屬的太空服裝。為了小時候的宇宙旅行夢想還有主動設計處理垃圾的關係委託過21衛門，該時也無償提供21衛門的太空服裝。
卡托米克（聲：矢田稔）
僅在動畫版登場。初次登場時年紀很大，在宇宙航行技術尚未發展成熟的時代是一名活躍的飛行員，在過去的現役時代中開拓了無數全新的航路，被許多飛行員之間稱之為傳說中的人物。當握上方向盤時會想起當時的現役時代而且情緒高昂，似乎是史康雷的師父。
富豪星人（聲：辻村真人）
如同自己的富豪身分和名稱那樣的大公司老闆，旅館常客之一。當使用自家的火箭來到月球遊覽的時候蒙加惡作劇使用了瞬間移動來讓火箭到處移動的當下相當在意著主角們。

## 電影動畫
1981年製作動畫電影。

### 配音人員
- 21衛門：井上和彦
- 蒙加：杉山佳壽子
- 權助：肝付兼太

## 電視動畫
日本於1991年5月2日到1992年3月26日在朝日電視台播出電視動畫，共39話，其部分設定與原作漫畫有異。部分摻入了藤子·F·不二雄另一個作品《宇宙小毛球》內容。
台灣方面由中視主頻道引進，以《未來小叮噹》為譯名於1994年8月7日起每星期日早上10點開播。
香港方面由TVB翡翠台於1993年首播。

### 每回標題
| 话数 | 标题 | 中文翻譯                                   | 编剧       | 分镜       | 演出       | 作画导演        | 播放日       |
| ---- | ---- | ------------------------------------------ | ---------- | ---------- | ---------- | --------------- | ------------ |
| 1    |      | 我是哆啦A夢我的朋友，衛門君的宇宙大冒險！  | 桶谷顕     | 原恵一     | 原恵一     | 高倉佳彦        | 1991年5月2日 |
| 2    |      | Tokyo City! 第21代衛門vs蒙嘉？             | 桶谷顕     | 高柳哲司   | 高柳哲司   | 堤規至          | 5月9日       |
| 3    |      | 嚇人一跳的權助！不可思議的客人泰羅克？     | もとひら了 | 貞光紳也   | 貞光紳也   | 樋口善法        | 5月16日      |
| 4    |      | 星雲間亞光速火箭！百萬富翁星人的秘密       | もとひら了 | 義野利幸   | 市野文隆   | 高倉佳彦        | 5月23日      |
| 5    |      | 快樂報告！超人史肯雷的傳說史話             | 桶谷顕     | 安藤敏彦   | 安藤敏彦   | 堤規至          | 5月30日      |
| 6    |      | 快樂昭和村？萬德納克公爵喜歡懷舊古物       | もとひら了 | 貞光紳也   | 貞光紳也   | 樋口善法        | 6月13日      |
| 7    |      | 閃光決定點！哥肯拉斯星人憤怒之擊           | 山本優     | 高柳哲司   | 高柳哲司   | 高倉佳彦        | 6月20日      |
| 8    |      | 不可思議的紙袋？快樂商業公司的陰謀！       | 山本優     | 義野利幸   | 市野文隆   | 堤規至          | 6月27日      |
| 9    |      | 打工200萬元！太空服獲得大作戰              | もとひら了 | 青山弘     | 安藤敏彦   | 高倉佳彦        | 7月11日      |
| 10   |      | 千鈞一髮！從火炎地獄逃出，謎樣的黑暗跳躍   | 桶谷顕     | 貞光紳也   | 貞光紳也   | 樋口善法        | 7月18日      |
| 11   |      | 脫離大氣層後再也回不來!!衛門朝向未知世界？ | もとひら了 | 原恵一     | 市野文隆   | 堤規至          | 7月25日      |
| 12   |      | 魔術星球！觀光用機器人的叛亂？             | もとひら了 | 安藤敏彦   | 安藤敏彦   | 高倉佳彦        | 8月8日       |
| 13   |      | 看守員消失了！全面性的懷疑恐慌             | 山本優     | 高柳哲司   | 高柳哲司   | 堤規至          | 8月15日      |
| 14   |      | 令人興奮的大冒險？東京灣大橋物語!!         | 桶谷顕     | 貞光紳也   | 貞光紳也   | 樋口善法        | 8月22日      |
| 15   |      | 早安江戶5衛門？謎樣的搔癢星人!!            | もとひら了 | 義野利幸   | 市野文隆   | 高倉佳彦        | 8月29日      |
| 16   |      | 不倒翁倒下來了？反轉不倒翁的五顆星         | 山本優     | 安藤敏彦   | 安藤敏彦   | 堤規至          | 9月5日       |
| 17   |      | 猴子吱吱？猴子樹上的頻道戒指!!             | 桶谷顕     | 本郷みつる | 本郷みつる | 高倉佳彦        | 9月12日      |
| 18   |      | 哇哇三億元！小少爺的遺失物                 | もとひら了 | 貞光紳也   | 貞光紳也   | 樋口善法        | 9月19日      |
| 19   |      | 誘惑的樂園？認真舌頭車斗!!                 | 山本優     | 高柳哲司   | 高柳哲司   | 高倉佳彦        | 10月17日     |
| 20   |      | 奇人怪人惡人！從不可思議的太空船奇蹟生還？ | 桶谷顕     | 原恵一     | 市野文隆   | 堤規至          | 10月24日     |
| 21   |      | 木星異常接近!!衝擊度99%的日蝕？            | 桶谷顕     | 本郷みつる | 本郷みつる | 高倉佳彦        | 11月7日      |
| 22   |      | 抵達卡莉梅德！初次見面是美妙戀情的開始？   | 桶谷顕     | 貞光紳也   | 貞光紳也   | 樋口善法        | 11月14日     |
| 23   |      | 地球消滅! 超人衛門在異次元口袋迷路？       | もとひら了 | 原恵一     | 市野文隆   | 堤規至          | 11月21日     |
| 24   |      | 突變！新能力！摩可拉世上的奇妙瞬間         | 山本優     | 本郷みつる | 本郷みつる | 高倉佳彦        | 11月28日     |
| 25   |      | 頂級超能力！回復機器人突然的報恩           | 桶谷顕     | 寺東克己   | 安藤敏彦   | 小川博司        | 12月5日      |
| 26   |      | 謎樣的沙加索！浪漫的草原？                 | もとひら了 | 貞光紳也   | 樋口善法   | 樋口善法        | 12月12日     |
| 27   |      | 魔物傳說！揭穿神奇力量的真面目             | もとひら了 | 本郷みつる | 本郷みつる | 高倉佳彦        | 12月19日     |
| 28   |      | 多重星雲的雙胞胎？爸爸們的少年時代         | 山本優     | 原恵一     | 市野文隆   | 堤規至          | 1992年1月9日 |
| 29   |      | 用無限四角褲大變身!!魔術力量蒙嘉           | もとひら了 | 安藤敏彦   | 安藤敏彦   | 小川博司        | 1月16日      |
| 30   |      | 隊長才是我！冷暖星球的超空間鬼魂戰         | 桶谷顕     | 貞光紳也   | 貞光紳也   | 樋口善法        | 1月23日      |
| 31   |      | 眼睛與嘴巴會散步？衛門·零次元的恐怖！      | 山本優     | 原恵一     | 市野文隆   | 高倉佳彦        | 1月30日      |
| 32   |      | 蒙嘉大解剖！不可思議工廠的發明實驗室       | もとひら了 | 寺東克己   | 寺東克己   | 堤規至          | 2月6日       |
| 33   |      | 第7627號客人，幸福星球滿是小狗             | もとひら了 | 義野利幸   | 安藤敏彦   | 小川博司        | 2月13日      |
| 34   |      | 太陽復活，摩亞傳說之蒙嘉的預言             | 山本優     | 貞光紳也   | 貞光紳也   | 樋口善法        | 2月20日      |
| 35   |      | 在沒有沒有星球決鬥！衛門替親人復仇!!       | もとひら了 | 原恵一     | 市野文隆   | 堤規至          | 2月27日      |
| 36   |      | 星球爆炸！衛門陷入危機!!庫耶星人的反擊     | もとひら了 | 安藤敏彦   | 安藤敏彦   | 堤規至          | 3月5日       |
| 37   |      | 衛門遇上困難！地毯星球五十億人的地球侵略!! | 桶谷顕     | 寺東克己   | 寺東克己   | 堤規至          | 3月12日      |
| 38   |      | 外星人宇宙中心，以移動星球來拯救地球!!     | 桶谷顕     | 原恵一     | 市野文隆   | 堤規至 高倉佳彦 | 3月19日      |
| 39   |      | 大冒險秘密紀錄!!被邀請來的世紀男孩？       | 原恵一     | 原恵一     | 原恵一     | 堤規至          | 3月26日      |

### 主題歌
片頭曲《喂!車夫先生》
- 作詞 - 米山正夫・荒木とよひさ / 作曲 - 米山正夫・馬飼野康二 / 編曲 - 鷺巢詩郎 / 歌 - 忍者（日语：忍者 (グループ)） / 發行 - 日本哥倫比亞
  - 由美空雲雀「車屋先生」(1958年)改編而成。

片尾曲1 - 《21世紀的戀人》（第1話-第12話、第38話挿入歌）
- 作詞 - 神沢礼江 / 作曲 - 柴矢俊彦 / 編曲 - 西脇辰弥 / 歌 - 谷村有美 / 發行 - Sony Music Records

片尾曲2 - 《貝多芬Rock'n'Roll》（第13話-第39話(最終話)）
- 作詞・作曲 - 川島だりあ / 編曲 - 寺尾廣 / 歌 - テンテン（劉致妤） / 發行 - 日本華納音樂